# (131697) 2001 XH255
(131697) 2001 XH255, também escrito como (131697) 2001 XH255, é um objeto transnetuniano que está localizado no cinturão de Kuiper, uma região do Sistema Solar. Este corpo celeste está em uma ressonância orbital de 4:5 com o planeta Netuno. Ele possui uma magnitude absoluta de 8,2 e assumindo um albedo genérico dos objetos transnetunianos que é de 0,09, o objeto tem um diâmetro com cerca de 101 km.

## Descoberta
(133067) 2003 FB128 foi descoberto no dia 11 de dezembro de 2001 pelos astrônomos Jan Kleyna, Scott S. Sheppard e David Jewitt, em Mauna Kea.

## Órbita
A órbita de (131697) 2001 XH255 tem uma excentricidade de 0,079, possui um semieixo maior de 35,090 UA e um período orbital de cerca de 205 anos. O seu periélio leva o mesmo a uma distância de 32,318 UA em relação ao Sol e seu afélio a 37,862 UA. Ele virá ao periélio em 2042.

## Ressonância
De acordo com o Deep Ecliptic Survey e o Minor Planet Center, (131697) 2001 XH255 tem uma ressonância orbital de 4:5 com Netuno. Ele vem tão perto quanto 32,2 UA do Sol e tem uma bastante baixa excentricidade orbital de 0,07, com uma inclinação de apenas 2,86 graus.
A ressonância 4:5 de Netune mantém mais de 7 UA de Netuno durante um período 14 mil anos.
Ele já foi observado 19 vezes mais de 4 oposições e tem um código de qualidade sobre o conhecimento de sua órbita é de 3.

A libração de 2001 XH 255. Júpiter em vermelho, Saturno em amarelo, e Urano em azul. Netuno é o ponto branco às 5 horas.